# Death the Leveller
Death the Leveller ist eine 2016 gegründete Epic-Doom-Band.

## Geschichte
Nachdem Mael Mórdha im November 2015 eine offizielle Pause bekannt gegeben hatte, initiierten Bassist Dave Murphy, Schlagzeuger Shane Cahill und Gitarrist Gerry Clince gemeinsam mit dem ehemaligen Sänger der Band Cursed Earth Denis Dowling das neue Projekt Death the Leveller. Gemeinsam spielten die Musiker erst die Single A Call to Men of Noble Blood und später das vier Stücke umfassende Demo Death the Leveller I ein. Die vier Songs auf der EP basierten auf Instrumentalstücken, an denen die drei Instrumentalisten gearbeitet hatte, bevor Dowling in die Band kam. Dowling fügte lediglich seine eigenen Texte und Gesangsmelodien hinzu. Die EP wurde mit Michael Richards in den Trackmix Studios in Dublin aufgenommen. Ursprünglich sollte das 38 Minuten umfassende I als erstes Demo der Band verbleiben, doch Martin Knötzele von Journey’s End Records bot der Band an die Demoaufnahmen in einem Vinyl-Format zu veröffentlichen. Knötzele entschied derweil I im November 2017 als EP zu veröffentlichen. Carl Fisher von Games, Brrraaains & a Head-Banging Life lobte die EP als eine beeindruckende erstes Veröffentlichung der Band. Das Kerrang nahm die Band zum Saint Patrick’s Day im Jahr 2020 in die Liste der „besten aufstrebenden Rock-, Punk- und Metal-Acts“ Irlands auf und verwies auf die EP. Dabei erschien wenige Tage zuvor das II benannte Debütalbum der Band über Cruz del Sur Music. Die Mitglieder der Band arbeiteten nach der Veröffentlichung des Demos nach ihren Möglichkeit an weiteren Songs. Dabei fiel es ihnen schwer gemeinsame Zeit zu finden, um nach den eigenen Idealen gemeinsam an der Musik zu arbeiten. Die Stücke entstanden über diesen Zeitraum. Erst zwischen den Demoaufnahmen für das Album im März 2019 und der Studiozeit, erneut mit Michael Richards in den Trackmix Studios, im Oktober 2019 beschleunigte sich der Prozess. Dabei empfanden die Mitglieder die Notwendigkeit keine zusammenhängende Studiozeit nutzen zu können, da sie die Aufnahmen an ihren Alltag und ihr Berufsleben anpassten, als unvorteilhaft.
Am 13. März 2020 erschien II über Cruz del Sur Music mit weitreichend positiver Presseresonanz. Insbesondere wird von dem Album von unterschiedlichen Rezensenten eine enorme Emotionalität zugesprochen. II sei ein „großartiges Werk, in das man versinken und in dem man ertrinken“ könne, ein mit kleinen Mängeln versehenes „beeindruckendes Album“ und ein „herausragendes Doomalbum, an dem sich die Konkurrenz“ messen lassen müsse.
Im Juni 2023 gab die Band bekannt, dass Dowling nicht mehr Teil von Death the Leveller sei und die verbleibenden Mitglieder nach einem neuen Sänger suchen, um die Aktivitäten der Band fortzuführen.

## Stil
In einer Stilmischung aus 40 Watt Sun, Wall of Sleep und Mirror of Deception spielt die Death the Leveller Epic Doom. Dabei wird die Band auch „in der Tradition von Primordial oder Waylander“ gesehen. Atmosphärisch wirke „Leid, aber auch unstillbares Verlangen aus jeder Note“, was sich „vor allem im Wechselspiel der schweren Riffs mit zerbrechlichen Melodien wieder[spiegele]. In diesem Punkt erinnern die Iren schließlich weniger an die Landsleute PRIMORDIAL, sondern eher noch an MY DYING BRIDE, in den sich zuspitzenden Songs bei epischen Momenten aber auch an SOLSTICE.“ So wird der Stil der Band als „ausladender, epischer Doom mit eher weichen Gitarren, die herrliche Melodien zaubern, über denen dann Sänger Denis Dowling ausdrucksstark leiden“ könne beschrieben. Das Gitarrenspiel sei indes dynamisch „von sanften Akustik-Passagen bis hin zu Brettgitarren“. Dabei agiert Death the Leveller mit „dramatische[n] Melodien und Dynamik, ohne das Tempo im Lauf ihrer vorhersehbar überlangen Kompositionen großartig variieren zu müssen“. Der Gesang sei „immer dann kratzig, wenn es nötig ist, aber meistens klar und sauber“ mit einer Art rauen Doom-Metal-Gesang, der zu hypnotisieren wüsste und „teilweise wie eine Vermischung von Mike Patton und Miko Kotamäki (Swallow the Sun)“ klänge. Als weitere Referenz wird auf den jungen Eddie Vedder verwiesen.

## Diskografie
- 2017: A Call to Men of Noble Blood (Download-Single, Selbstverlag)
- 2017: I (Demo, 2017: Wiederveröffentlichung als EP, Journey’s End Records)
- 2020: II (Album, Cruz del Sur Music)